# Pati Yang
Pati Yang (tên khai sinh: Patrycja Grzymałkiewicz, sinh ngày 26 tháng 3 năm 1980 tại Wrocław) là một ca sĩ người Ba Lan chuyên trình diễn dòng nhạc điện tử và trip-hop.

## Sự nghiệp
Vào năm 16 tuổi, Pati Yang rời Ba Lan để đến Luân Đôn du học với dự định học viết nhạc. Năm 1998, cô thu âm và phát hành album đầu tay mang tên Jaszczurka. Pati Yang đã kết hôn với nhà sản xuất âm nhạc người Anh Stephen Hilton và cả hai cùng tham gia vào dự án nhạc phim cho bộ phim Code 46 vào năm 2003.
Năm 2005, cô phát hành album thứ hai mang tên Silent Treatment.  Album này nằm trong top 20 bảng xếp hạng album tại Ba Lan và được đề cử cho giải thưởng âm nhạc Fryderyk ở hạng mục Album nhạc Pop xuất sắc nhất của năm. Năm 2006, Pati Yang trình diễn ở thủ đô Warszawa với vai trò là người mở màn cho ban nhạc điện tử Depeche Mode.
Album gần đây War On Love được Pati Yang phát hành vào ngày 22 tháng 11 năm 2019.

## Đĩa nhạc

### Album
| Tựa đề             | Chi tiết                                                                                            | Xếp hạng |
| Tựa đề             | Chi tiết                                                                                            | POL      |
| ------------------ | --------------------------------------------------------------------------------------------------- | -------- |
| Jaszczurka         | - Phát hành: Ngày 12 tháng 10 năm 1998 - Hãng đĩa: Sony Music Entertainment Poland - Định dạng: CD  | —        |
| Silent Treatment   | - Phát hành: Ngày 1 tháng 10 năm 2005 - Hãng đĩa: EMI Music Poland - Định dạng: CD, tải kỹ thuật số | 14       |
| Faith, Hope + Fury | - Phát hành: Ngày 27 tháng 3 năm 2009 - Hãng đĩa: EMI Music Poland - Định dạng: CD, tải kỹ thuật số | 25       |
| Wires and Sparks   | - Phát hành: Ngày 7 tháng 5 năm 2011 - Hãng đĩa: EMI Music Poland - Định dạng: CD                   | 38       |

### EP
| Tựa đề           | Chi tiết                                                                                        |
| ---------------- | ----------------------------------------------------------------------------------------------- |
| Hold Your Horses | - Phát hành: ngày 17 tháng 9 năm 2012 - Label: Godmama Records - Định dạng: CD, tải kỹ thuật số |

### Video
| Tựa đề                                           | Năm  | Đạo diễn         | Album                          | Ghi chú |
| ------------------------------------------------ | ---- | ---------------- | ------------------------------ | ------- |
| "Jaszczurka"                                     | 1998 | Piotr Rzepliński | Jaszczurka                     | [ 15 ]  |
| "All That is Thirst"                             | 2005 | —                | Silent Treatment               | [ 16 ]  |
| "Stories From Dogland"                           | 2009 | —                | Faith, Hope + Fury             | [ 17 ]  |
| "Timebomb"                                       | 2010 | —                | Faith, Hope + Fury             | [ 18 ]  |
| "Near to God"                                    | 2011 | —                | Wires and Sparks               | [ 19 ]  |
| "Hold Your Horses"                               | 2012 | —                | Wires and Sparks               | [ 20 ]  |
| "High Heels" (Justyna Steczkowska ft. Pati Yang) | 2015 | —                | Anima (by Justyna Steczkowska) | [ 21 ]  |